# Титулы правителей средневековой Сербии
Титулы правителей средневековой Сербии — титулы правителей Сербии в IX—XV веках.
В ранний период сербской истории до XI века о сербских титулах известно по византийским источникам, которые именовали иностранных правителей античным термином «архонт». В XI веке с начала правления Стефана Немани появляется титул великого жупана. С XII века стал использоваться титул короля, который в XIV веке был заменён титулом царь. Последние правители средневековой Сербии назывались князьями и деспотами. Титул включал перечисление подвластных земель, перечень которых постоянно изменялся.

## Ранги правителей
Из документальных сведений о титулах первых сербских правителей почти ничего не известно. Византийские источники именовали их общим термином «архонт». В историографии их называют князьями. В Законоправиле Святого Саввы (1220) на месте греческого слова «архонт» использованы сербские слова князь, властел и боляр. В XI—XII веках сербские правители носили славянский титул великих жупанов (церк. -сл. велии жоупань). Этот термин впервые упоминается в мирном договоре с Дубровником от 27 сентября 1186 года, который был составлен на латыни с кириллической подписью Немани: «Я, великий жупан, поклялся и подписал». Титул упоминается и в Хиландарской грамоте Стефана Немани. Этот титул до 1217 года носил будущий король Стефан Первовенчанный. Этот титул встречается в договорах с Дубровником 1214 и 1217 годов, в договоре 1205 года стоит подпись «господин Стефан» (церк. -сл. Господинь Стефань).
В 1217 году Стефан Первовенчанный получил от папы Гонория III королевскую корону, отныне сербские правители стали называться королями. Этот титул отражён в договорах с Дубровником и в грамоте Жичскому монастырю 1220 года. В грамоте стояла подпись: «Стефан по Божией милости венчанный первый король всех Сербских земель». Подпись в дубровницком договоре: «Стефан король и с Богом самодержец сербский». Титул «первовенчанный король» использовали и его сыновья. Так, Стефан Радослав в договоре с Дубровником от 4 февраля 1234 года именовал себя: «Стефан, у Христа Бога верный король… внук святого Симеона Немани и сын первовенчанного короля блаженнопочившего Стефана». Титул короля в Сербии продержался до 1346 года.
В 1346 году Стефан Душан короновался царём. Это титул носили два его преемника: Стефан Урош V (с 1355) и Симеон Синиша, правитель Эпира и Фессалии (с 1356). После смерти Уроша в 1371 году сербские правители стали называться князьями (серб. кнез, церк. -сл. кнєзь), или великими князьями. Этот титул носили Лазарь Хребелянович и Стефан Лазаревич до 1402 года. Лазарь, притязая на наследие Неманичей, использовал также имя Стефан, которое прежде носили короли и цари из этой династии, и титул «самодержавный господин». Договор с Дубровником от 9 января 1387 года начинается предложением: «Я, во Христа Бога благоверный и самодержавный по милости Божией князь Лазарь». Стефан Лазаревич в августе 1402 года получил от византийского соправителя Иоанна VII Палеолога титул деспота. В грамотах его подпись обычно выглядела так: «Милостью Божией господарь всей Сербии деспот Стефан». Титул деспота использовался до завоевания Сербии турками в 1459 году.

## Перечисление земель
Начиная со Стефана Первовенчанного за правителями закрепилось название «сербских королей» или «королей всех сербских земель» (церк. -сл. краль срьпски, краль всıє срьпскє зємлıє). Так, в грамоте, написанной между 1222 и 1228 годом, титул правителя звучал как: «Стефан, по милости Божией венчанный король и самодержец всех сербских земель и поморских». В подписях Стефана Радослава и Стефана Владислава I использовалось древнее название страны — Рашка. Вскоре это название выпало из титулов правителей в Сербии, однако сохранилось в западных документах: Дубровника, Венеции, Венгрии и Католической церкви (как Rascia или Raxia на латыни).
Со времён Немани в титуле правителей присутствовало Поморье или Поморские земли. Это отражало историческую связь государства Неманичей с древней Дуклей. В титуле царя Душана, включившего в состав своей державы земли Византии, присутствовали греческие земли. Так, в царской грамоте, составленной между 1343 и 1345 годом, его титул звучит как «Стефан у Христа Бога верный король всех сербских и поморских земель и пределов греческих и болгарских». В грамоте, адресованной Дубровнику, от 15 октября 1345 года Душан называет себя господарем немалой части Болгарского царства и почти всей Романии. Начиная с 1346 года он величает себя «царём Сербов и Греков» (церк. -сл. Царь Срьблıємь и Грькомь).
Номенклатура земель в титулах не была постоянной. Так, в титуле короля Владислава содержалось указание на правителя Дукли (церк. -сл. Диоклитиє), Травунии (церк. -сл. Тровоуниє), Захумья (церк. -сл. Захльмиє) и Далмации (церк. -сл. Дальмациє). У короля Милутина в титуле присутствовали Подунавские земли. А после того, как хорватский бан Младен II Шубич включил в свой титул землю Хум, Милутин стал «королём Хорватии». В титуле некоторых грамот Душана присутствовали Западные страны (церк. -сл. западнниıє страни) и другие земли, в том числе Болгария (с 1343 или 1354 года).